# Municipio de Bethania
El municipio de Bethania (en inglés: Bethania Township) es un municipio ubicado en el  condado de Forsyth en el estado estadounidense de Carolina del Norte. En el año 2000 tenía una población de 9.543 habitantes.

## Geografía
El municipio de Bethania  se encuentra ubicado en las coordenadas 36°14′12.09″N 80°17′56.49″O / 36.2366917, -80.2990250.